# Star Wars Insider
Star Wars Insider è la rivista ufficiale, in lingua inglese, relativa all'universo di Guerre stellari. Nata nel 1987 come The Lucasfilm Fan Club e pubblicata trimestralmente per i primi 22 numeri dal fan club statunitense della saga e dalla Fantastic Media, nel 1994 cambiò nome nell'attuale Star Wars Insider, per poi cambiare diverse volte negli anni successivi sia editore che periodicità.

## Caratteristiche
La rivista contiene interviste ed anticipazioni esclusive, estratti dai fumetti, storie create dai fan, recensioni ed approfondimenti relativi all'universo narrativo di Guerre stellari. Una sezione della rivista, chiamata Bantha Tracks (ispirato ai Bantha, una delle creature che compaiono nei film), nome della newsletter del fan club attiva dal 1978 al 1987, raccoglie i disegni e i contributi grafici dei lettori.

## Editori
La rivista ha cambiato diversi editori: nata inizialmente sotto l'ala del fan club ufficiale (che oggi fa riferimento all'area Star Wars Hyperspace del sito ufficiale della saga starwars.com) come The Lucasfilm Fan Club, cambiò nome in quello attuale nel 1994, nell'ambito della riorganizzazione del merchandising relativo al marchio, durante il periodo che porterà alla riedizione della trilogia classica e successivamente alla produzione della nuova trilogia. Nel 2000 l'editore diviene la Wizards of the Coast, al tempo licenziataria anche di altri prodotti inerenti Guerre stellari, tra cui il gioco di ruolo basato sul d20 System, lo stesso sistema di gioco della terza edizione di Dungeons & Dragons. Nel 2002 l'editore diviene la neofondata Paizo Publishing, che aveva acquisito dalla Wizards of the Coast anche i diritti per le riviste Dragon e Dungeon. Nel 2004 l'editore diviene la IDG Entertainment e dal 2007 ad oggi è la Titan Magazines (licenziataria anche delle riviste ufficiali relative ad altre famose serie televisive e film, come Star Trek, Lost e Smallville), che la pubblica con frequenza mensile.
| Numeri      | Nome                            | Editore                            |
| ----------- | ------------------------------- | ---------------------------------- |
| 1-22        | The Lucasfilm Fan Club Magazine | Star Wars Fan Club/Fantastic Media |
| 23-50       | Star Wars Insider               | Star Wars Fan Club/Fantastic Media |
| 51-61       | Star Wars Insider               | Wizards of the Coast               |
| 62-76       | Star Wars Insider               | Paizo Publishing                   |
| 77-92       | Star Wars Insider               | IDG Entertainment                  |
| 93-in corso | Star Wars Insider               | Titan Magazines                    |